# Marthula grisescens
Marthula grisescens är en fjärilsart som beskrevs av William Schaus 1906. Marthula grisescens ingår i släktet Marthula och familjen tandspinnare. Inga underarter finns listade i Catalogue of Life.